# Daniela Hunger
Daniela Hunger (* 20. März 1972 in Berlin) ist eine ehemalige deutsche Schwimmerin.

## Werdegang
Im Jahr 1988 wurde sie, für die DDR startend, bei den Olympischen Sommerspielen in Seoul Olympiasiegerin über 200 Meter Lagen und mit der 4-mal-100-Meter-Freistilstaffel. Im Einzelwettbewerb wurde sie Dritte über 400 Meter Lagen.
Bei den Olympischen Spielen 1992 in Barcelona gewann Daniela Hunger Silber mit der 4 × 100-m-Lagenstaffel und Bronzemedaillen über 200 m Lagen sowie mit der 4 × 100-m-Freistilstaffel.
In den Jahren 1989, 1991 und 1993 wurde sie jeweils Europameisterin über 200 m Lagen. Im Jahr 1996 trat sie nach der verpassten Qualifikation für die Olympischen Sommerspiele in Atlanta zurück.
Für ihre sportlichen Erfolge 1988 in Seoul wurde Daniela Hunger mit dem Vaterländischen Verdienstorden in Gold ausgezeichnet. Außerdem erhielt sie am 23. Juni 1993 das Silberne Lorbeerblatt.

### DDR Doping
Daniela Hunger wird ebenso wie den ehemaligen DDR-Spitzenschwimmerinnen Kristin Otto, Dagmar Hase und Heike Friedrich vorgeworfen, bei den Schwimmeuropameisterschaften 1989 in Bonn illegale leistungssteigernde Substanzen genommen zu haben. Der Testosterongehalt der Frauen entsprach dem eines normalen Mannes und lag damit weit über dem normalen weiblichen Wert.
1998 ging sie mit einigen anderen ehemaligen DDR-Spitzenschwimmerinnen wie zum Beispiel Rica Reinisch, Carola Nitschke oder Andrea Pollack gegen ihre früheren Trainer und Sportmediziner mit einer Klage an die Öffentlichkeit, dass systematisches Doping betrieben wurde.